# Azərbaycan Futbol Federasiyaları Assosiasiyası

Altes Verbandslogo

Die Azərbaycan Futbol Federasiyaları Assosiasiyası (zu Deutsch: Verband der aserbaidschanischen Fußballverbünde) ist der aserbaidschanische Fußballverband.
Der Fußballverband Aserbaidschans wurde nach der Auflösung der Sowjetunion 1992 gegründet. Seit 1994 trägt die Aserbaidschanische Fußballnationalmannschaft offizielle Länderspiele aus. Im selben Jahr wurde auch eine U-21-Nationalmannschaft Aserbaidschans gegründet.
Der Verband kümmert sich um die Organisation der Premyer Liqası; den Pokal und alle Jugendnationalmannschaften (U-15, U-17, U-19, U21), sowie die Aserbaidschanische Fußballnationalmannschaft. Des Weiteren organisiert der Verband die Spiele der Futsal-Nationalmannschaft.

## UEFA-Fünfjahreswertung
Platzierung in der UEFA-Fünfjahreswertung:
(in Klammern die Vorjahresplatzierung). Die Kürzel CL, EL und CO hinter den Länderkoeffizienten geben die Anzahl der Vertreter in der Saison 2025/26 der Champions League, der Europa League sowie der Conference League an.
- 26.  (26)  Rumänien (Liga, Pokal) – Koeffizient: 21.375 – CL: 1, EL: 1, CO: 2
- 27.  (27)  Bulgarien (Liga, Pokal) – Koeffizient: 20.375 – CL: 1, EL: 1, CO: 2
- 28.  (29)  Aserbaidschan (Liga, Pokal) – Koeffizient: 20.125 – CL: 1, EL: 1, CO: 2
- 29.  (28)  Slowakei (Liga, Pokal) – Koeffizient: 19.625 – CL: 1, EL: 1, CO: 2
- 30.  (31)  Slowenien (Liga, Pokal) – Koeffizient: 13.250 – CL: 1, EL: 1, CO: 2

Stand: Ende der Europapokalsaison 2023/24